# 105e division d'infanterie (Empire allemand)
Pour les articles homonymes, voir 105e division.
La 105e division d'infanterie est une unité de l'armée allemande créée en 1915 qui participe à la Première Guerre mondiale. Durant l'été 1915 elle participe à l'offensive de Gorlice-Tarnów avant d'être envoyée sur le front serbe. Au cours de l'année 1916, la division est utilisée pour contenir l'offensive Broussilov puis elle est transférée sur le front balte jusqu'en novembre 1917.
En novembre 1917, la division est transportée sur le front de l'ouest. elle participe aux combats de printemps dans la Somme et sur l'Aisne. Au cours de l'été et de l'automne, la division est engagée dans les combats défensifs de l'armée allemande. Après la signature de l'armistice, elle est transférée en Allemagne et dissoute l'année suivante.

## Première Guerre mondiale

### Composition

#### 1915 - 1916
- 209e brigade d'infanterie

21e régiment d'infanterie (de)
122e régiment d'infanterie (de)
129e régiment d'infanterie (de)
- 2 escadrons du 4e régiment de chasseurs à cheval
- 209e régiment d'artillerie de campagne (7 batteries)
- 209e compagnie de pionniers

#### 1917
- 209e brigade d'infanterie

21e régiment d'infanterie
129e régiment d'infanterie
400e régiment d'infanterie
- 5e escadron du 4e régiment de chasseurs à cheval
- 106e commandement divisionnaire d'artillerie

209e régiment d'artillerie
- 106e bataillon de pionniers

#### 1918
- 209e brigade d'infanterie

21e régiment d'infanterie
129e régiment d'infanterie
400e régiment d'infanterie
- 5e escadron du 4e régiment de chasseurs à cheval
- 106e commandement divisionnaire d'artillerie

209e régiment d'artillerie
1er bataillon du 11e régiment d'artillerie à pied
- 106e bataillon de pionniers

### Historique
La division est formée en mai 1915 du 122e régiment de fusiliers issu de la 26e division d'infanterie, du 21e régiment d'infanterie issu de la 35e division d'infanterie et du 129e régiment d'infanterie issu de la 36e division d'infanterie.

#### 1915
- 24 mai - 18 juin : mouvement vers le front serbe, occupation d'un secteur du front au sein de l'Armeegruppe austro-hongrois Terzstyansky
- 18 - 22 juin : retrait du front, transport en Galicie par Budapest et Stryï.
- 23 juin - 21 septembre : engagée dans la poursuite des troupes russes lors de l'offensive de Gorlice-Tarnów.

23 - 27 juin : traversée du Dniestr.
27 - 29 juin : combat pour le franchissement de la rivière Hnyla Lypa.
30 juin - 4 juillet : combats le long de la Hnyla Lypa et de la Zolota Lypa.
5 - 16 juillet : la division atteint la frontière entre la Galicie et la Pologne.
16 - 18 juillet : attaque et percée lors de la bataille de Krasnostow.
18 - 28 juillet : exploitation de la bataille poursuite des troupes russes.
29 - 30 juillet : engagée dans la bataille de Biskupice.
31 juillet - 19 août : poursuite des troupes russes pour atteindre le Wieprz et le Boug, occupation et organisation des positions nouvellement conquises.
19 août - 21 septembre : mouvement de rocade, occupation d'un secteur du front vers le Boug et la rivière Iasselda.
- 21 septembre - 6 octobre : retrait du front, transport par V.F. en Hongrie à la frontière avec la Serbie. La division est intégrée au IVe corps de réserve.
- 6 octobre - 28 novembre : engagée dans la campagne de Serbie.
- 29 novembre 1915 - mai 1916 : la division est scindée, le 122e régiment de fusiliers participe à la progression des troupes vers la frontière entre la Macédoine et la Grèce, les 21e et 129e régiments d'infanterie sont transférés dans l'est de la Bulgarie le long de la frontière avec la Roumanie et le long de la Mer Noire.

#### 1916
- juin : les trois régiments sont à nouveau réunis sur le front de Macédoine.
- 12 juin - 12 septembre : retrait du front, transport en Galicie pour contrer l'offensive Broussilov.

juin - début juillet : combats très violents en Bucovine.
juillet - août : mouvement de rocade en Galicie, combats à l'est de Stanislau et à l'est de Tysmenytsia.
septembre : occupation d'un secteur dans la région de Halytch.
- 2 - 8 septembre : engagé dans la première bataille sur la Narayivka et la Zolota Lypa.
- 9 septembre - 10 septembre : combats de position entre la Narayivka, la Zolota Lypa et la Ceniowska.
- 12 - 15 septembre : retrait du front, mise en réserve de l'OHL.
- 16 septembre - 24 octobre : transport par V.F. en Courlande, occupation d'un secteur du front dans la région de Ķekava.
- 24 octobre 1916 - 5 novembre 1917 : mouvement de rocade, occupation et organisation d'un secteur du front dans la région de Jakobstadt.

#### 1917
- 5 - 11 novembre : retrait du front, concentration dans la région de Mitau, transport par V.F. sur le front de l'ouest par Kaunas, Königsberg, Schneidemühl, Berlin, Cassel, Coblence, Trèves, Thionville, Sedan, Mézières pour atteindre Juniville.
- 12 novembre 1917 - 31 mars 1918 : repos et instruction dans la région de Juniville.

#### 1918
- 1er avril - 25 mai : retrait du front, engagée dans l'opération Michael, combats à l'ouest de Noyon, puis occupation et organisation du secteur les pertes sont importantes, relevée par la 223e division d'infanterie.
- 25 - 31 mai : repos dans la région de Noyon.
- 31 mai - 15 juillet : transfert dans la région de Soissons. Engagée dans la bataille de l'Aisne et renforce la ligne de front vers Nampcel.

3 juillet : attaque allemande sur Moulin-sous-Touvent sans succès.
- 15 juillet - 7 août : mouvement de rocade, occupation d'un secteur vers l'Avre et le Matz[n 2].
- 7 - 31 août : mouvement vers Noyon, repli défensif devant la progression des troupes alliées.
- 1er - 27 septembre : relève par la 54e division d'infanterie ; retrait du front, repos dans la région de La Ferté-Chevresis et de Montigny-sur-Crécy.
- 27 septembre - 22 octobre : mouvement vers le front et renforcement de la ligne vers Septvaux. Contrainte au repli devant la poussée des troupes alliées, repli par Fourdrain pour atteindre Mesbrecourt-Richecourt et Assis-sur-Serre.
- 22 octobre - 11 novembre : après la prise de Mesbrecourt la division se replie vers le nord, elle est identifiée vers Pargny-les-Bois jusqu'au 5 novembre, à Vervins le 6 novembre, à Voulpaix le 7 novembre et au nord de Wimy le 9 novembre. Après la signature de l'armistice, la division est transférée en Allemagne où elle est dissoute au cours de l'année 1919.

## Chefs de corps
| Grade           | Nom                           | Date                                |
| --------------- | ----------------------------- | ----------------------------------- |
| Generalleutnant | Georg Karl August Hildebrandt | 9 - 30 mai 1915                     |
| Generalmajor    | Adolf von der Esch            | 1er juin- 18 novembre 1915          |
| Generalleutnant | Richard von Kraewel           | 19 novembre 1915 - 5 septembre 1916 |
| Generalmajor    | Karl von Behr                 | 6 septembre 1916 - 9 juillet 1917   |
| Generalmajor    | Georg Schaer                  | 10 juillet 1917 - 20 novembre 1918  |
| Generalmajor    | Rudolf von Borries (de)       | 21 novembre 1918 - 4 janvier 1919   |